# Шакборо (лунный кратер)
Кратер Шакборо (лат. Shuckburgh) — древний ударный кратер в северо-восточной части видимой стороны Луны. Название присвоено в честь английского политика, математика и астронома Джорджа Уильяма Шакборо (1751—1804) и утверждено Международным астрономическим союзом в 1935 г.

## Описание кратера

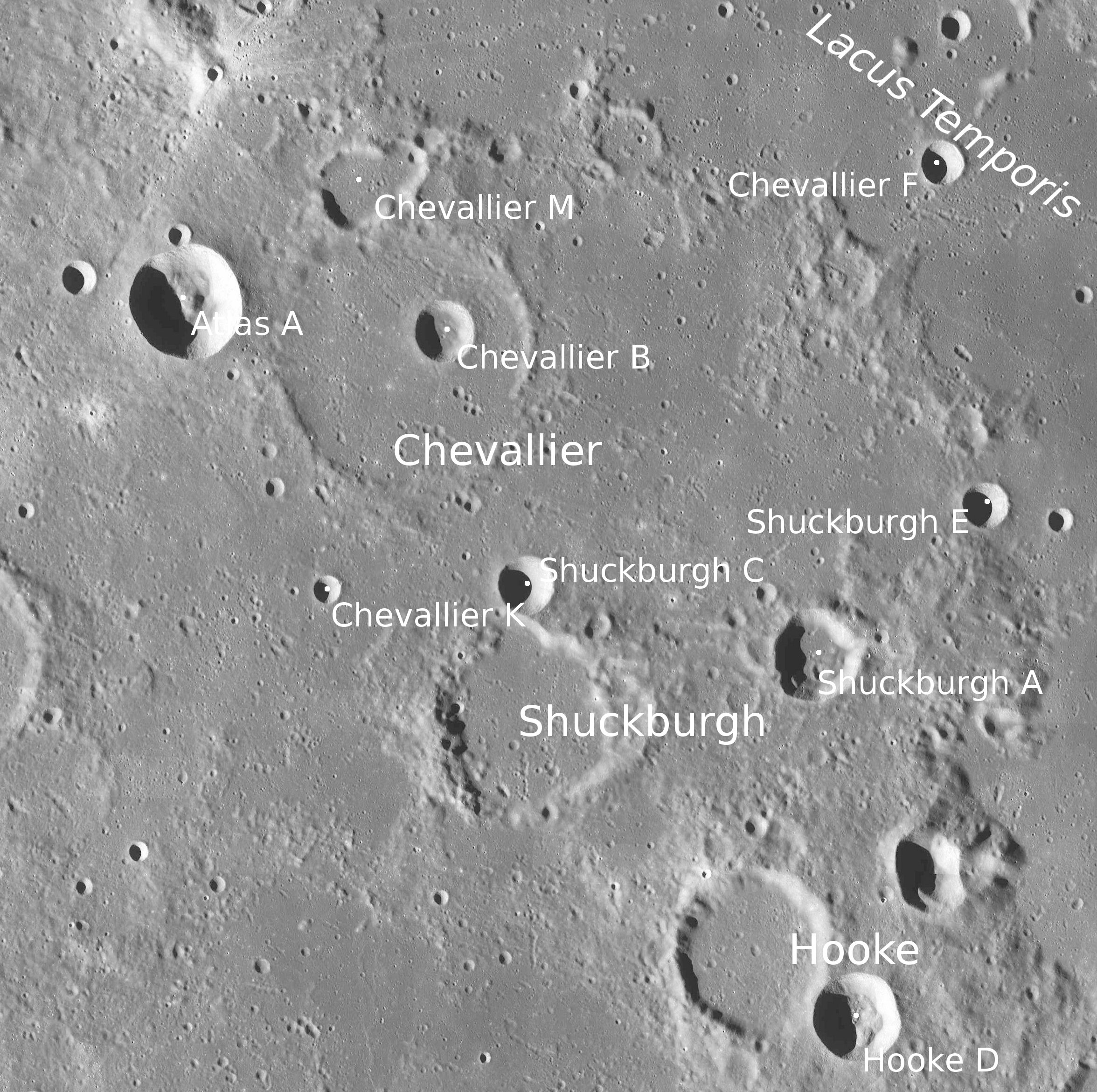
Окрестности кратера Шакборо. Снимок зонда Lunar Reconnaissance Orbiter.

Кратер находится на материковой части Луны на юго-западе от кратера Атлас. На северо-западе от кратера раполагается кратер Шевалье, на западе кратер Эрстед, на юго-западе кратеры Цефей и Франклин, на юго-востоке кратер Гук. На северо-востоке от кратера располагается Озеро Вечности. Селенографические координаты центра кратера 42°39′ с. ш. 52°43′ в. д. / 42,65° с. ш. 52,71° в. д., диаметр 37,73 км, глубина 1,31 км.
Дно чаши кратера затоплено лавой образовавшей ровную местность окруженную сильно разрушенным валом кратера. Существенных структур, за исключением нескольких мелких кратеров, дно чаши не имеет. Вал кратера имеет выступ в восточной части образующий террасовидную структуру. Выступ в северной части вала примыкает к саттелитному кратеру Шакборо С. Наибольшая высота вала над окружающей местностью составляет 1010 м, объем кратера составляет приблизительно 1100 км³.

## Сателлитные кратеры
| Шакборо | Координаты                                            | Диаметр, км |
| ------- | ----------------------------------------------------- | ----------- |
| A       | 43°05′ с. ш. 55°25′ з. д. / 43,08° с. ш. 55,42° з. д. | 18,1        |
| C       | 43°32′ с. ш. 52°43′ з. д. / 43,54° с. ш. 52,72° з. д. | 11,6        |
| E       | 44°03′ с. ш. 57°00′ з. д. / 44,05° с. ш. 57° з. д.    | 9,2         |

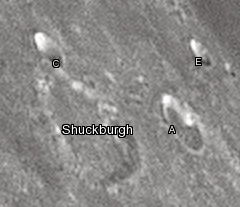
Снимок Девида Кемпбелла.

- Сателлитный кратер Шакборо С включен в список кратеров с темными радиальными полосами на внутреннем склоне Ассоциации лунной и планетарной астрономии (ALPO)[5].